# Вулиця Всеволода Нестайка (Київ)
Ву́лиця Всеволода Нестайка — вулиця в Дніпровському районі міста Києва, житловий масив Лівобережний (історична назва — Микільська слобідка). Пролягає від вулиці Митрополита Андрея Шептицького до вулиці Пантелеймона Куліша.

## Історія
Вулиця виникла в 70-х роках XX століття. З 1977 року носила назву вулиця Олександра Мільчакова, на честь радянського діяча комуністичного молодіжного руху Олександра Мильчакова.
Сучасна назва на честь письменника, класика сучасної української дитячої літератури Всеволода Нестайка — з 2016 року.

## Установи та заклади
- Міжнародний виставковий центр
- Культурно-просвітницький центр «Нове життя» (5-а)
- Собор незалежних євангельських церков України (5-а)